# Prusias lanceolatus
Prusias lanceolatus là một loài nhện trong họ Sparassidae.
Loài này thuộc chi Prusias. Prusias lanceolatus được Eugène Simon miêu tả năm 1897.